# Łuczyce (obwód lwowski)
Łuczyce (ukr. Лучиці) – wieś na Ukrainie, w rejonie czerwonogrodzkim obwodu lwowskiego.
W II Rzeczypospolitej do 1934 samodzielna gmina jednostkowa. Następnie należała do zbiorowej wiejskiej gminy Tartaków Miasto w powiecie sokalskim w woj. lwowskim. W związku z poprowadzeniem nowej granicy państwowej na Bugu, wieś wraz z całym obszarem gminy Tartaków Miasto znalazła się w Związku Radzieckim. 
Do 1939 r. właścicielem majątku w Łuczycach był Jerzy Myszkowski (1895-1940), legionista, porucznik 6 Pułku Strzelców Konnych, uwięziony w 1939 r. przez NKWD i zamordowany w Katyniu.  
W lutym 1944 nacjonaliści ukraińscy z OUN - UPA zamordowali tutaj 25 Polaków.